# 湯川尚文
湯川 尚文（ゆかわ なおふみ、1904年(明治37年)5月22日 - 1968年(昭和43年)10月23日）は、洋画家、美術教育者。
東京生まれ、豊島師範学校（現・東京学芸大学）第二部卒業、日本美術学校で学ぶ。その後東京都職員となり、教員として根津小学校に勤務し、20余年間にわたって児童の美術教育を担当。1954年新宿区戸塚第一中学校美術科講師。日本水彩画会展、光風会展、日本童画会展にも出品、独立美術展には1932年から出品入選。美術教育に関する評論、解説などを教育雑誌、美術雑誌に寄稿し、図工科教科書の編集にも当たる。

## 著書
- 『児童と絵画』綜合美術研究所出版部 1942
- 『素描技法 スケッチの描き方・美術用語集』小笠書房 1946
- 『絵をかく子ども』誠文堂新光社 1951
- 『生きている児童画』大蔵出版 1954
- 『中学生の図画工作 たのしい絵』筑摩書房 1958
- 『中学生の美術科全集 新しい構想画』岩崎書店 1961

### 共編著
- 『革新図画教育』佐藤愿共著 綜合美術研究所 1939
- 『学校図案事典』共編 誠文堂新光社 1950
- 『新しい児童画の見方』中谷健次共著 美術出版社 1953 UALシリーズ
- 『新らしい学校図案』編 誠文堂新光社 図画工作シリーズ 1954
- 『美術教育入門』周郷博,井手則雄共編 河出新書 1956
- 『図工科ハンドブック』林健造,島崎清海共編 門書店 1959
- 『美術教育大系 第2 構想画』編 学芸書林 1967
- 『美術教育大系 第4 版画』編 学芸書林 1968
- 『園児の絵画・製作』井手則雄共編 誠文堂新光社 1969